# З'єднувальний австрійський провідник

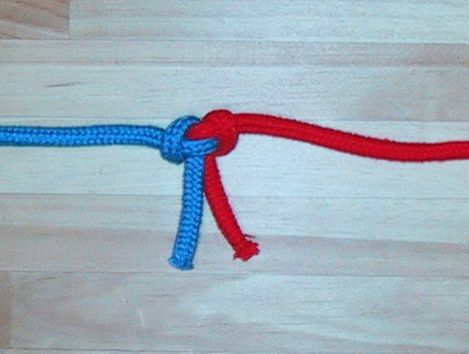
З'єднувальний австрійський провідник

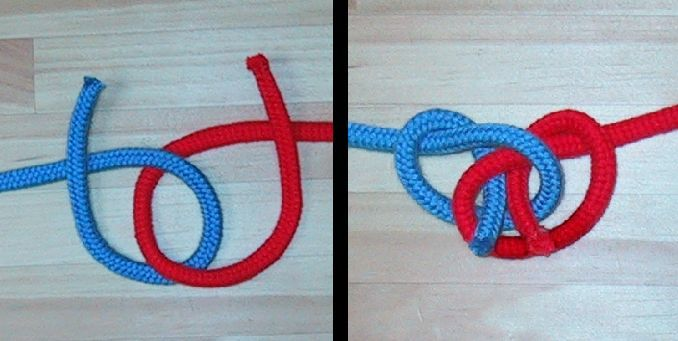
Зав'язування з'єднувального австрійського провідника

З'єднувальний австрійський провідник — вузол, що є модифікацією Австрійського провідника.

## Переваги
- Має високу міцність зв'язування мотузки — до 53 %;

## Недоліки
- Після навантаження важко розв'язується;
- Відносна складність зав'язування.